# Lungre
Lungre är en by, sedan 2015 klassad som en småort, i Kyrkås distrikt (Kyrkås socken) i Östersunds kommun, Jämtlands län (Jämtland). Byn ligger vid vägskälet där Länsväg 743 mot Kläppe utgår från Länsväg 742 mellan Bringåsen och Nyvik, cirka 16 kilometer nordöst om Östersund. Kyrkås nya kyrka ligger i byn.